# نیروگاه شهید مفتح
نیروگاه حرارتی شهید مفتح همدان (در دشت کبودراهنگ در کیلومتر ۴۵ جاده همدان - تهران،در نزدیکی روستای روعان)، یکی از نیروگاه‌های ایران از نوع حرارتی با ظرفیت تولید ۱۰۰۰ مگاوات است که شامل ۴ واحد بخار ۲۵۰ مگاواتی در زمینی به مساحت ۲۷۰ هکتار است. در سال ۱۳۶۰ مطالعات مربوط به احداث این نیروگاه آغاز شد. ساخت تجهیزات اصلی نیروگاه و همچنین اجرای نیروگاه توسط شرکت توانیر در سال ١٣۶۹ شروع شده‌است و در سال ١٣٧٢ اولین واحد آن به بهره برداری رسیده است.
سوخت اصلی این نیروگاه گاز طبیعی است و در برخی مواقع از مازوت استفاده می‌شود.
۶۰ درصد برق تولیدی این نیروگاه در استان همدان مصرف می‌شود و ۴۰ درصد مابقی نیز به استان‌های همجوار ارسال می‌شود.
این نیروگاه در سال ۱۳۸۹ نیز، مقام اول تولید برق نیروگاه‌های برقی کشور به این نیروگاه تعلق گرفت.

## ایستگاه برق
برق تولیدی نیروگاه از طریق ایستگاه برق ۲۳۰ و ۴۰۰ کیلوولت نیروگاه به شبکه سراسری انتقال داده می‌شود که از طریق ایستگاه‌های برق موجود در همدان، اراک، سنندج و زنجان مورد استفاده مردم قرار می‌گیرد.
۲۱۰ الی ۲۸۰ مگاوات از انرژی تولید شده در استان همدان به مصارف خانگی، کشاورزی و صنعتی می‌رسد.